# محسن محمد صالح
محسن محمد صالح هو كاتب وباحث فلسطيني. ولد عام 1960 في فلسطين، و حصل على شهادة الدكتوراه في التاريخ الحديث والمعاصر سنة 1993. وصدر له 14 كتاباً علميا متخصصا في الشأن الفلسطيني، وكتاب واحد حول التجربة الماليزية.

## السيرة الذاتية
ولد الكاتب والباحث الأُرْدُنّيّ من أصل فلسطيني محسن محمد صالح عام 1960 في عنبتا، فلسطين، و حصل على شهادة الدكتوراه في التاريخ الحديث والمعاصر سنة 1993. هو أستاذ دكتور(بروفيسور) في تاريخ العرب الحديث والمعاصر، متخصص في الدراسات الفلسطينية، سياسياً واستراتيجياً وتاريخياً، محرر التقرير الاستراتيجي الفلسطيني السنوي. ولديه اهتمام خاص بالواقع السياسي الفلسطيني، وبشؤون القدس، والتيار الإسلامي الفلسطيني، والمقاومة الفلسطينية، والتاريخ الفلسطيني الحديث والمعاصر، و له اهتمامات صحفية وإعلامية، وله اهتمامات بالشأن الماليزي، وصدر له كتاب متخصص حول التجربة الماليزية. يعمل حالياً مديراً عاماً لمركز الزيتونة للدراسات والاستشارات في بيروت منذ 2004، وكان يعمل أستاذاً للتاريخ الحديث والمعاصر في الجامعة الإسلامية العالمية بماليزيا 1994-2004. وتولى رئاسة قسم التاريخ والحضارة فيها 2002-2004. كما كان المدير التنفيذي لمركز دراسات الشرق الأوسط بعمّان
1993- 1994. فاز بجائزتي بيت المقدس للعلماء المسلمين الشبان سنة 1997 و جائزة الامتياز في التدريس من الجامعة الإسلامية العالمية بماليزيا سنة 2002.

## أعمال الكاتب[5]
- القضية الفلسطينية: خلفياتها التاريخية وتطوراتها المعاصرة، مركز الزيتونة للدراسات والاستشارات، 2012.[6]
- فلسطين، دراسات منهجية في القضية الفلسطينية، 2005.[7]
- الحقائق الأربعون في القضية الفلسطينية.[8]
- الطريق إلى القدس، مركز الإعلام العربي، 2002.[9]
- حقائق وثوابت في القضية الفلسطينية، مركز الزيتونة للدراسات والاستشارات، 2010.[10]
- مدخل إلى قضية اللاجئين الفلسطينيين، مركز الأرض والإنسان للدراسات والاستشارات، 2014.[11]
- الفلسفة الاجتماعية وأصل السياسة، دار الحداثة، 2008.[12]
- المسار التائه للدولة الفلسطينية، الدار العربية للعلوم ناشرون، 2011.[13]
- الجدار العازل في الضفة الغربية، مركز الزيتونة للدراسات والاستشارات - بيروت، 2010.[14]
- الجماعة الإسلامية في لبنان من النشأة حتى 1975، مركز الزيتونة للدراسات والاستشارات، 2009.[15]
- صراع الارادات السلوك الامني لفتح وحماس والأطراف المعنية، مركز الزيتونة للدراسات والنشر، 2008. [16]
- النهوض الماليزي: قراءة في الخلفيات ومعالم التطور الاقتصادي، معهد الإمارات للدراسات والبحوث الاستراتيجية، 2008.[17]
- معاناة العامل الفلسطيني تحت الاحتلال الإسرائيلي، مركز الزيتونة للدراسات والاستشارات - بيروت، 2011.[18]
- معاناة العامل الفلسطيني تحت الاحتلال الإسرائيلي، مركز الزيتونة للدراسات والاستشارات - بيروت، 2011.[18]
- الأحزاب العربية في فلسطين المحتلة 1948، مركز الزيتونة للدراسات والاستشارات، 2014.[19]
- منظمة التحرير الفلسطينية تقييم التجربة وإعادة البناء، مركز الزيتونة للدراسات والاستشارات- بيروت.[20]
- معاناة اللاجئ الفلسطيني، مركز الزيتونة للدراسات والاستشارات - بيروت, 2010.[21]
- معاناة المريض الفلسطيني تحت الاحتلال الإسرائيلي، مركز الزيتونة للدراسات والاستشارات - بيروت، 2011[22]
- التيار الإسلامي في فلسطين وأثره في حركة الجهاد، مكتبة الفلاح، 1988.[23]

## الجوائز
- الفائز الأول بجائزة بيت المقدس للعلماء المسلمين الشبان سنة 1997.
- الفائز بجائزة الامتياز في التدريس من الجامعة الإسلامية العالمية بماليزيا سنة 2002.